# تشارلز إف. فاغنر
تشارلز إف. فاغنر (بالإنجليزية: Charles F. Wagner)‏ هو عالم أمريكي، ولد في 20 مارس 1895 في بيتسبرغ في الولايات المتحدة، وتوفي في 4 يناير 1970.